# 태양 극대기

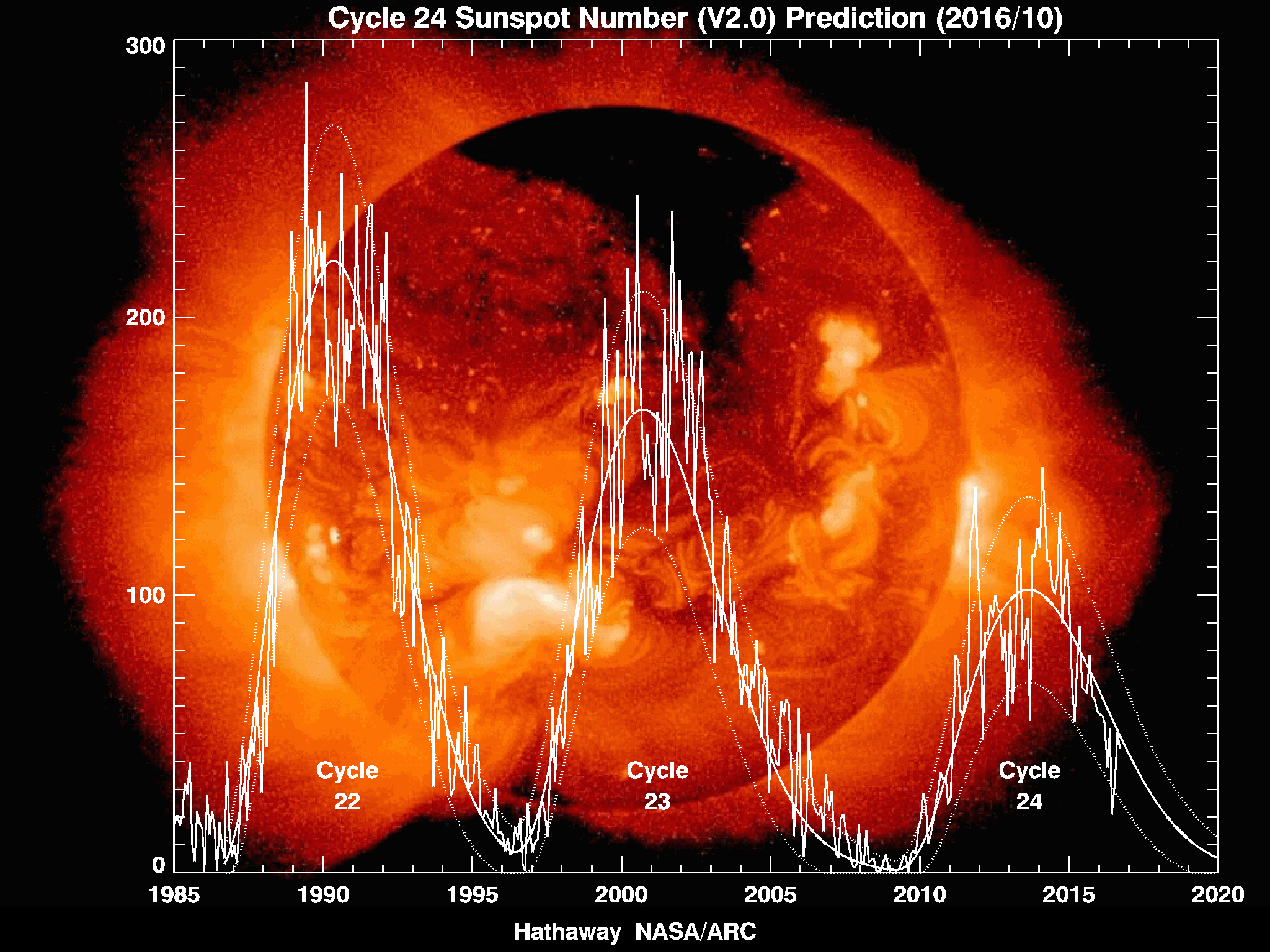
2013년 여름에 최대 66개의 흑점이 생길 것이라 추측하는 24번째 태양 주기 흑점 그래프와 추세선. 2012년 2월 기준 추세선에 따른 흑점 수가 이미 2011년 말 최대치인 67개를 넘어섰으므로 실제 공식적 최댓값은 이보다 높을 것이다. 흑점 추세수는 지난 4개월간 거의 일정했다. 현재는 태양 24주기에 있다. 현재 예측되고 관측된 흑점 수는 1906년 2월 64.2개를 기록했던 태양 14주기보다도 더 적은 흑점수를 가진 흑점 주기가 될 것이다. [http://solarscience.msfc.nasa.gov/predict.shtml NASA

태양 극대기(Solar maximum, Solar max)는 태양의 11년간의 주기 중 태양 활동이 가장 왕성한 기간을 의미한다. 태양 극대기에는 흑점 수가 많아지고 태양의 복사도량이 0.07% 늘어난다.
태양 극대기 시기에는 태양 극 부분보다 태양 적도 부분이 빠르게 자전하며 자기장 간 간섭으로 자기력선이 가장 왜곡되는 때이다. 태양 주기는 태양의 한 극대기에서 다음 극대기까지 가는 기간을 의미하며 평균 11년으로, 최소 9년-14년으로 주기는 다양하다.

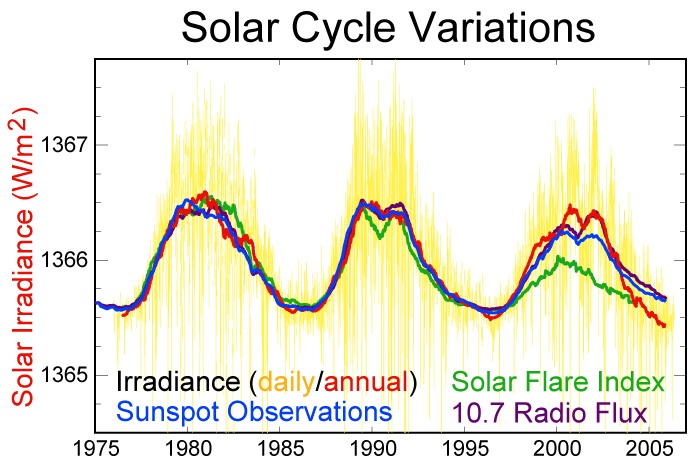
최근 3번의 태양 주기를 보여주는 그래프.

태양 극대기에는 태양 플레어 현상이 강하게 일어나기도 한다. 예를 들어, 1859년 태양대폭풍 시기에는 쿠바와 하와이에서도 극지방에서 볼 수 있는 것과 같은 선명한 오로라를 볼 수 있었다.

## 예측
앞으로 태양 극대기가 언제 올 것인지, 얼마나 센 강도로 올 것인지 예측하는 것은 매우 어렵다. 예측도는 다양하게 나올 수 있다. 2000년 극대기를 찍은 이후, NASA는 처음엔 2010년이나 2011년에 다음 극대기가 올 것이라고 추측했으며, 1958년 이후 가장 강력하게 올 것이라 예고했다. 그러나 2014년까지 태양 극대기는 오지 않았고 이 극대기도 사상 최저로 약한 극대기였다.

## 기록
태양 극대기에 관한 IMAX 다큐멘터리 영화 Solarmax가 있다.

## 최대 극대-극소기 기록
최대 극대기는 수십년, 혹은 수 세기 사이에 평균적인 극대기의 태양활동보다 더욱 왕성하게 활동하는 시기를 의미한다. 최대 극대기 시기에도 태양 주기는 일정하지만 그 활동도는 매우 높다. 최대 극대기에는 태양 활동으로 전세계적인, 지역적인 기후 변화를 보이기도 했다.
| 사건                             | 시작  | 끝    |
| -------------------------------- | ----- | ----- |
| 호메릭 극소기                    | 950BC | 800BC |
| 오르트 극소기 (중세 온난기 참조) | 1040  | 1080  |
| 중세 극대기 (중세 온난기 참조)   | 1100  | 1250  |
| 울프 극소기                      | 1280  | 1350  |
| 스푀러 극소기                    | 1450  | 1550  |
| 마운더 극소기                    | 1645  | 1715  |
| 댈튼 극소기                      | 1790  | 1820  |
| 현대 극대기                      | 1900  | 현재  |

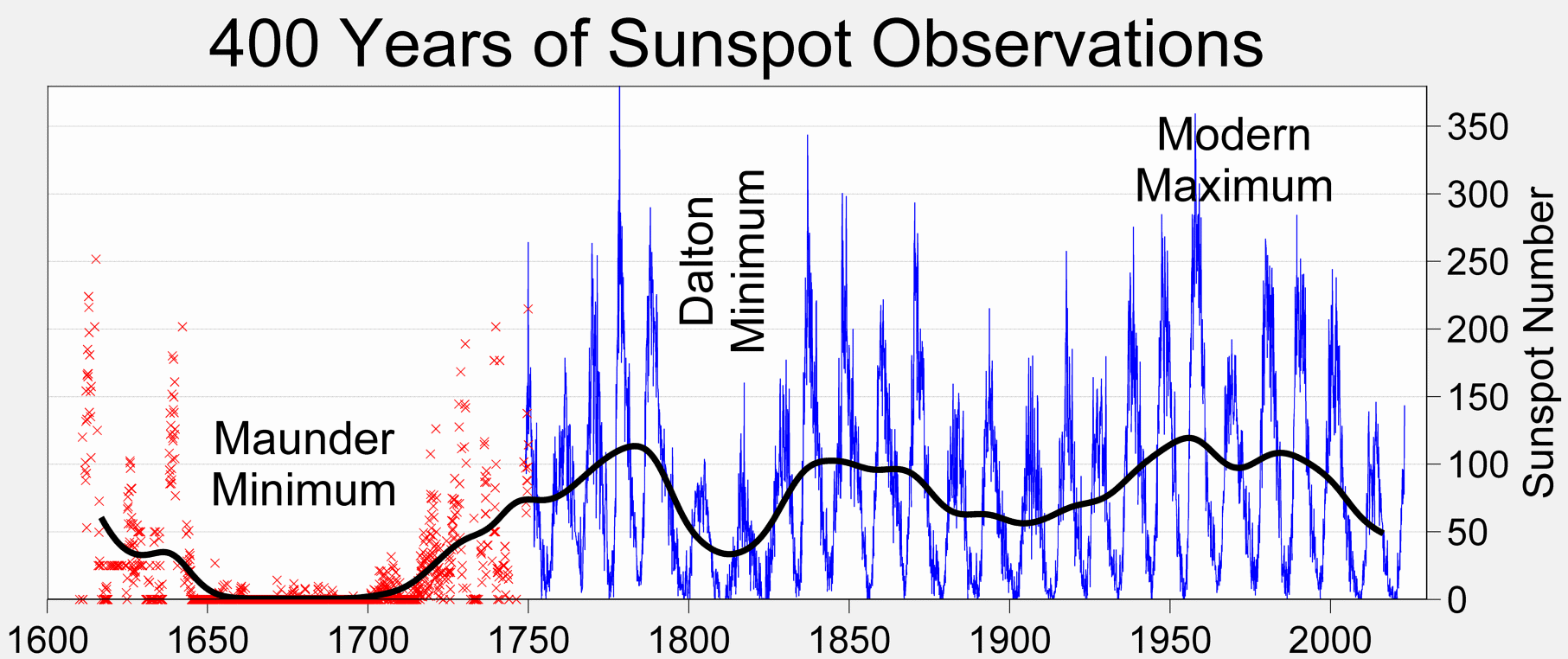
지난 400년간의 흑점 수 변화 그래프.

여기서, 현대 극대기라는 단어는 2015년 국제천문연합 총회에서 논문 발표와 함께 실존 여부에 관해 논쟁이 일어났다.
태양 활동의 역사적 대주기는 다음과 같다.: 690 AD, 360 BC, 770 BC, 1390 BC, 2860 BC, 3340 BC, 3500 BC, 3630 BC, 3940 BC, 4230 BC, 4330 BC, 5260 BC, 5460 BC, 5620 BC, 5710 BC, 5990 BC, 6220 BC, 6400 BC, 7040 BC, 7310 BC, 7520 BC, 8220 BC, 9170 BC.

## 같이 보기
- 태양풍
- 태양 주기
- 태양 극소기
- 태양 주기 목록
- 태양 극대기 미션